# Fascio
Fascio ili fasces (tal. svežanj, snop, snop pruća sa sjekirom) je u starom Rimu bio simbol držanja vlasti moći i pravde, a obnovila ga je Nacionalna fašistička stranka Benita Mussolinija 1921. godine, te je i sam fašizam dobio naziv po njemu. Otkad ga je prisvojila PNF postao je glavni simbol fašizma, ali se još uvijek koristi pod opisom rimskog simbola pravde i vlasti. Isto može biti i simbol jedinstva i zajedništva jer jedna prut je lako lomljiva, no više njih zajedno je već teže polomiti, što u prenesenom značenju govori da je jedan čovjek slab, dok je zajednica jaka i izdržljiva. Mussolini je fasciom obnovio rimsku tradiciju i time je još više doprinio svojoj ideji o Italiji poput Rimskog Carstva, te pozivao na jedinstvo Talijana pod fašizmom. Trebao je označavati i pravdu, ali fašizam je to svojom politikom osporio.
- Znak Nacionalne fašističke stranke
- Mussolinijeva zastava

## Fascio u upotrebi izvan fašizma
- Grb Francuske Republike (u ovom slučaju fascio simbolizira pravdu starog Rima).
- Ekvador je u svoj grb fascio stavio još 1900., prije nego li je PNF osnovana, tako da i je i ovdje simbolika Rimske Republike.
- Grb (pečat) Senata Sjedinjenih Američkih Država, na kojemu se nalazi fascio, upotrebljen je da simbolizira rimsku pravdu. Također se uz to veže i sam naziv senat koji je rimskog podrijetla.
- Grb Republike Kube usvojen je 1906., tj. prije osnivanja PNF, pa fascio ima rimsku simboliku.
- Na kipu Abrahama Lincolna nalazi se fascio kao simbol pravde.